# Список умерших в 1055 году
В этой статье представлен список известных людей, умерших в 1055 году.
См. также: Категория:Умершие в 1055 году

## Январь

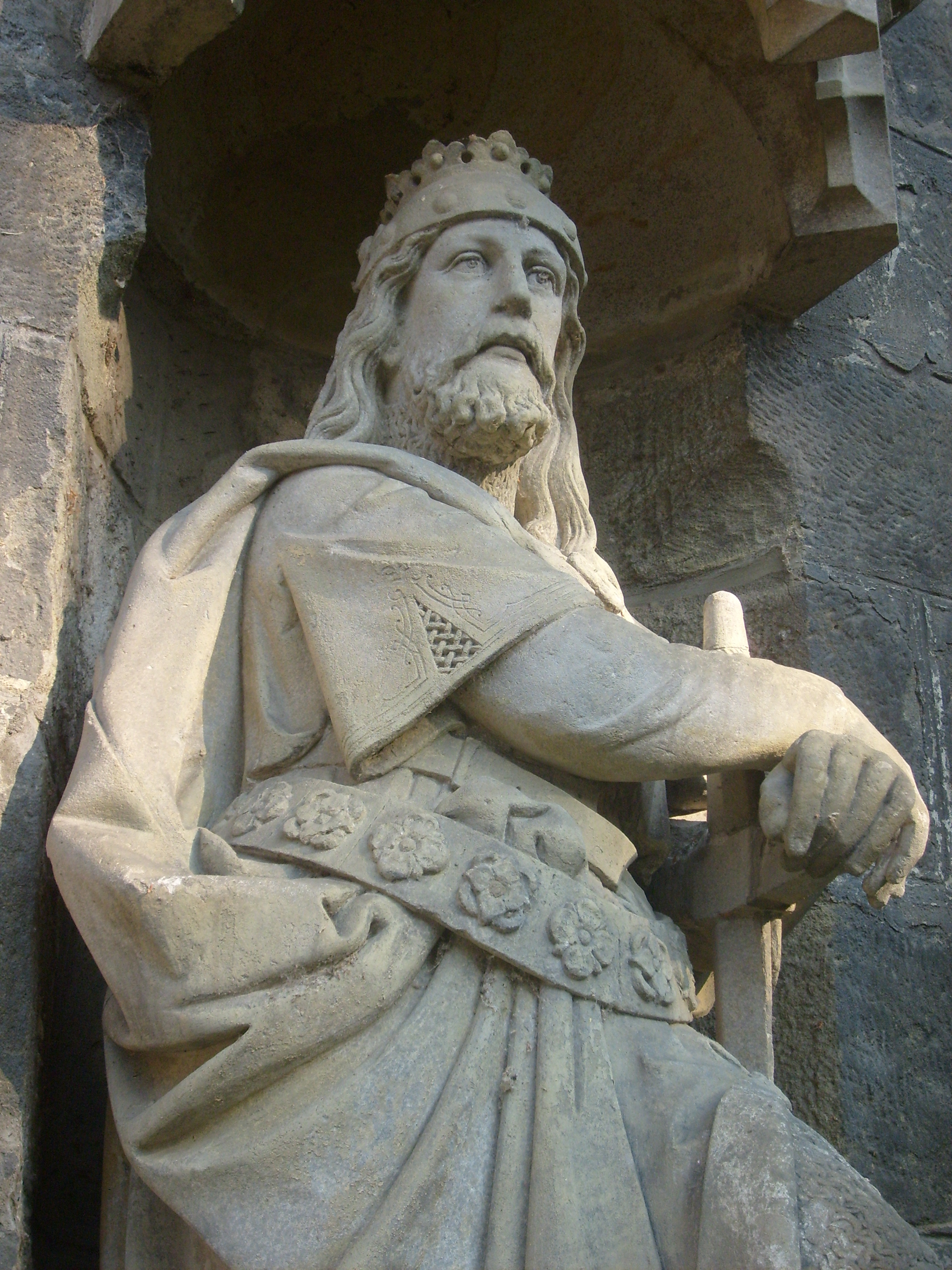
Бржетислав I

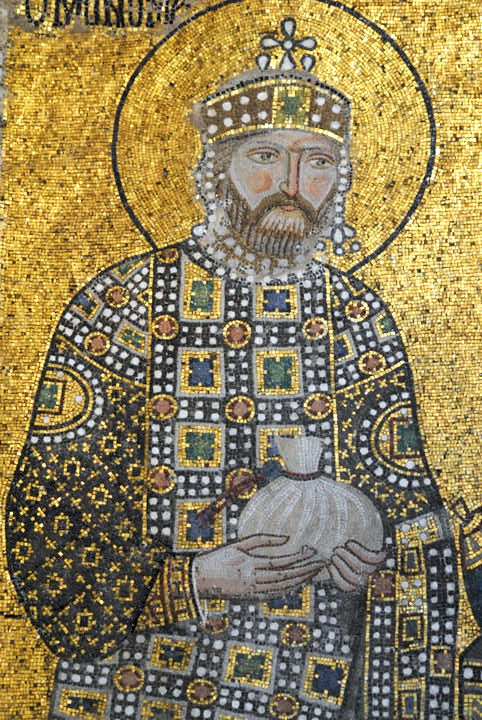
Константин IX Мономах

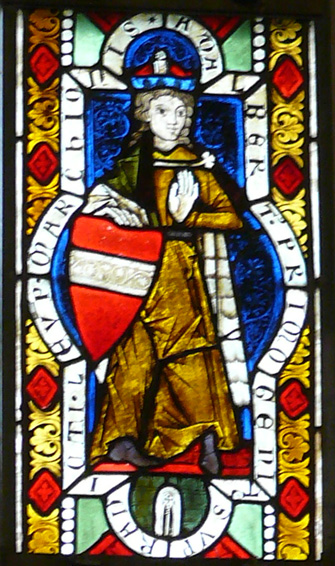
Адальберт Победоносный

- 10 января — Бржетислав I — князь Чехии с 1034 года.
- 11 января — Константин IX Мономах — византийский император с 1042 года.

## Февраль
- 10 февраля — Бруно Вальдекский[нем.] — епископ Миндена (1037—1055), основатель монастыря святого Маврикия (1042)

## Апрель
- 10 апреля — Конрад II — герцог Баварии (1054—1055)

## Май
- 26 мая — Адальберт Победоносный — маркграф Австрии с 1018 года.

## Август
- 28 августа — Син-цзун (39) — 7-й император династии Ляо (1031—1055).

## Ноябрь
- 13 ноября — Вельф III — герцог Каринтии и маркграф Вероны с 1047 года

## Декабрь
- 5 декабря — Конрад I фон Цютфен — герцог Баварии (1049—1053)

## Дата неизвестна или требует уточнения
- Альбрехт I — граф Габсбург с 1045 года.
- Арнольд — маркграф Карантанской марки (Штирии) (1035—1055).
- Бенедикт IX — Папа Римский (1032—1034; 1045; 1047—1048).
- Грифид ап Ридерх — Король Гвента и Морганнуга с 1033 года, король Дехейбарта с 1047 года. Погиб в бою.
- Жоффруа II де Туар — 10-й виконт Туара (1015—1055).
- Иларион Киевский — Митрополит Киевский и всея Руси с 1051 года.
- Мейриг ап Хивел ап Оуайн — король Гвента (1045—1055).
- Можер Руанский — архиепископ Руанский с 1037 года.
- Наяпала[англ.] — император империи Пала c с 1038 года
- Оттон I — граф Габсург и граф Зундгау с 1045 года. Погиб в бою.
- Ринчен Санпо (Лоцава) — буддийский наставник в Тибете, крупный переводчик с санскрита
- Сивард — эрл Нортумбрии с 1041 года.
- Фридрих (Федерико) — маркграф Тосканы с 1052 года
- Хананель бен Хушиэль — духовный лидер еврейства Северной Африки, глава иешивы Кайруана, автор комментария к Талмуду.
- Шмуэль ха-Нагид — визирь Гранады с 1027 года, полководец, еврейский деятель, поэт, галахист и грамматик.